# Plagiolepis
Plagiolepis és un gènere de formigues de la subfamília dels formicins (Formicinae). Es distribueix a les regions Paleàrtica, Oriental i Australiana. És present a la península Ibèrica.

## Espècies
El gènere Plagiolepis inclou 65 espècies, de les quals 4 viuen a la península Ibèrica:
- Plagiolepis grassei Le Masne, 1956
- Plagiolepis pygmaea (Latreille, 1798)
- Plagiolepis schmitzii Forel, 1895
- Plagiolepis xene Stärcke, 1936